# Arthrophyllum
Arthrophyllum es un género de fanerógamas perteneciente a la familia  Araliaceae, que comprende 30 especies.

## Taxonomía
El género fue descrito por Carl Ludwig Blume y publicado en Bijdragen tot de flora van Nederlandsch Indië 878. 1826.

## Especies
| - Arthrophyllum alternifolium - Arthrophyllum angustatum - Arthrophyllum ashtonii - Arthrophyllum balansae - Arthrophyllum biforme - Arthrophyllum borneense - Arthrophyllum cenabrei - Arthrophyllum collinum - Arthrophyllum crassum - Arthrophyllum diversifolium - Arthrophyllum engganoense - Arthrophyllum ferrugineum - Arthrophyllum havilandii - Arthrophyllum jackianum - Arthrophyllum javanicum | - Arthrophyllum kjellbergii - Arthrophyllum lucens - Arthrophyllum macranthum - Arthrophyllum macrocarpum - Arthrophyllum meliifolium - Arthrophyllum montanum - Arthrophyllum otopyrenum - Arthrophyllum pacificum - Arthrophyllum papyraceum - Arthrophyllum proliferum - Arthrophyllum pulgarense - Arthrophyllum rubiginosum - Arthrophyllum rufosepalum - Arthrophyllum stonei - Arthrophyllum vieillardii |